# Lydia Schenardi
Lydia Schénardi (* 27. Juni 1952 in Montreuil; † 11. Dezember 2020) war eine französische Politikerin, die dem Front national angehörte.
Schénardi gehörte dem Regionalrat von Île-de-France von 1998 bis 2004 an. 2003 zog sie jedoch in das Département Alpes-Maritimes. Nachdem sie 1994 erstmals erfolglos für das Europäische Parlament kandidierte, gelang ihr der Einzug 2004 schließlich über die Liste des Wahlkreises Sud-Est. Nachdem dort die Fraktion Identität, Tradition, Souveränität aufgelöst wurde, gehörte sie dem Europaparlament bis zu ihrem Ausscheiden 2009 als fraktionslose Abgeordnete an. In der Wahlperiode von 2008 bis 2015 war sie Mitglied des Regionalrats von Provence-Alpes-Côte d’Azur, seit 2014 gehörte sie außerdem dem Stadtrat von Menton an.
Schénardi war bis zu seinem Tod 2004 mit Jean-Pierre Schénardi verheiratet, der ebenfalls der Front national angehörte und von 1986 bis 1988 in der Nationalversammlung saß. Im August 2015 verließ sie aus Protest gegen den Ausschluss des Parteigründers Jean-Marie Le Pen und aufgrund weiterer Auseinandersetzungen mit Florian Philippot den Front national.
Lydia Schénardi starb im Dezember 2020 im Alter von 68 Jahren.